# 七冥似天竺魚
七冥擬天竺魚（學名：Apogonichthyoides heptastygma），又稱七冥似天竺鯛，為輻鰭魚綱鈎頭魚目天竺鯛科擬天竺魚屬下的一個種，分布於西印度洋紅海海域，本魚體延長，長橢圓形，體稍側扁，頭大、眼大，口大且斜裂，頜齒細小，鋤骨和腭骨通常具齒，舌上無齒，前鰓蓋骨脊平滑，體被弱櫛鱗，背鰭2個，體紅棕色，身體中央有一黑色大圓斑，2個背鰭基部及尾柄中央各有1個黑點，體長可達3.3公分，棲息在礁石區，屬肉食性，以小型無脊椎動物為食，夜行性，繁殖期時，雄魚具有口孵習性，卵約7日化成仔魚，由雄魚吐出，具短暫的仔魚飄浮期，生活習性不明。